# Segunda pandemia de cólera

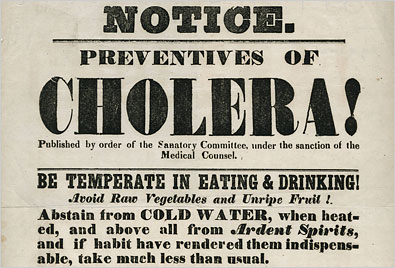
Cartel con indicaciones para la prevención del cólera en la segunda pandemia (1826-1837).

La segunda pandemia de cólera (1826-1837), también conocida como pandemia de cólera asiático, fue una pandemia de cólera que llegó desde la India (Compañía Británica de las Indias Orientales) a través de Asia occidental a Europa, Gran Bretaña y América, así como al este de China y Japón. El cólera causó más muertes, más rápidamente, que cualquier otra enfermedad epidémica en el siglo XIX. La comunidad médica ahora cree que el cólera es exclusivamente una enfermedad humana, se propaga a través de muchos medios de viaje durante el tiempo y se transmite a través de aguas cálidas contaminadas con fecal y alimentos contaminados. Durante la segunda pandemia, la comunidad científica varió en sus creencias sobre las causas del cólera.

## Historia

### Origen de la segunda pandemia
Los historiadores creen que la primera pandemia había permanecido en Indonesia y Filipinas en 1830.
Aunque no se sabe mucho sobre el viaje de la pandemia de cólera en el este de la India, muchos creen que esta pandemia comenzó, como la primera, con brotes a lo largo del delta del Ganges en la India. A partir de ahí, la enfermedad se extendió a lo largo de las rutas comerciales para cubrir la mayor parte de la India. En 1828, la enfermedad había viajado a China. El cólera también se notificaba en China en 1826 y 1835, y en Japón en 1831. En 1829, Irán aparentemente estaba infectado con cólera de Afganistán.
El cólera llegó a las puntas meridionales de los Montes Urales en 1829. El 26 de agosto de 1829 se registró el primer caso de cólera en Oremburgo con informes de brotes en Bugulma (7 de noviembre), Buguruslan (5 de diciembre), Menselinsk (2 de enero de 1830) y Belebeevsk (6 de enero). Con 3500 casos, incluidos 865 mortales en la provincia de Orenburg, la epidemia se detuvo en febrero de 1830.

### Años 1830
La segunda pandemia de cólera se extendió desde Rusia al resto de Europa, cobrando cientos de miles de vidas. Se extendió a Moscú en agosto de 1830. En 1831, la epidemia se había infiltrado en las principales ciudades y pueblos de Rusia. Soldados rusos trajeron la enfermedad a Polonia en febrero de 1831. En Rusia se registraron 250 000 casos de cólera y 100 000 muertes.
La epidemia de cólera golpeó Varsovia durante la Guerra polaco-rusa de 1830-1831 entre el 16 de mayo y el 20 de agosto de 1831; 4734 personas enfermaron y 2524 murieron. La epidemia de cólera llevada a Polonia y Prusia Oriental por soldados rusos obligó a las autoridades prusianas a cerrar sus fronteras a los transportes rusos. "Disturbios por cólera" ocurrieron en Rusia, causados por las medidas anti-cólera emprendidas por el gobierno zarista.
A principios de 1831, los frecuentes informes sobre la propagación de la pandemia en Rusia llevaron al gobierno británico a emitir órdenes de cuarentena para los barcos que navegaban desde Rusia a los puertos británicos. A finales del verano, con la enfermedad apareciendo más propensa a propagarse a Gran Bretaña, su junta de salud, de acuerdo con la teoría del miasma prevaleciente, emitió órdenes recomendando como preventivo la quema de "artículos en descomposición, como trapos, cordaje, papeles, ropa vieja, colgantes... inmundicia de cada descripción retirada, la ropa y los muebles deben someterse a abundantes derrames de agua, y hervidos en una ley fuerte (lijado); desagües y privilegios completamente limpiados por corrientes de agua y cloruro de cal... entrada gratuita y continuada de aire fresco a todas las partes de la casa y los muebles deben estar ordenados durante al menos una semana".

Basándose en los informes de dos médicos ingleses que habían observado la epidemia en San Petersburgo, la junta de salud publicó una descripción detallada de los síntomas y la aparición de la enfermedad:
Giddiness, estómago enfermo, agitación nerviosa, pulso intermitente, lento o pequeño, calambres que comienzan en la parte superior de los dedos de las manos y los dedos de los pies, y se acercan rápidamente al tronco, dan la primera advertencia. Vómitos o purgas, o ambas evacuaciones de un líquido como arroz-agua o suero de leche, o cebada-agua, vienen; las características se vuelven nítidas y contraídas, los ojos se hunden, la mirada es expresiva del terror y la locura; los labios, la cara, el cuello, las manos y los pies, y poco después de los muslos, los brazos y toda la superficie asumen un tinte de plomo, azul, púrpura, negro o marrón profundo según la tez del individuo, variando en tono con la intensidad del ataque. Los dedos de las manos y los dedos se reducen en tamaño, la piel y las partes blandas que los cubren están arrugados y doblados. Las uñas se ponen un blanco perlado azulado; las venas superficiales más grandes están marcadas por líneas planas de un negro más profundo; el pulso se vuelve pequeño como un hilo, y apenas vibra, o de lo contrario totalmente extinto. La piel es mortalmente fría y a menudo húmeda, la lengua siempre húmeda, a menudo blanca y cargada, pero flácida y fría como un pedazo de carne muerta. La voz casi se ha ido; la respiración rápida, irregular e imperfectamente realizada. El paciente habla en un susurro. Lucha por respirar, y a menudo pone su mano sobre su corazón para señalar el asiento de su angustia. A veces hay espasmos rígidos de las piernas, muslos y lomos. La secreción de orina está totalmente suspendida; los vómitos y purgas, que están lejos de ser los síntomas más importantes o peligrosos, y que en un gran número de casos de la enfermedad, no han sido profusos, o han sido arrestados por la medicina al principio del ataque, tienen éxito. Es evidente que el síntoma más urgente y peculiar de esta enfermedad es la depresión repentina de los poderes vitales: demostrado por la disminución de la acción del corazón, la frialdad de la superficie y las extremidades, y el estado estancado de toda la circulación.
La epidemia llegó a Gran Bretaña en diciembre de 1831, apareciendo en Sunderland, donde fue transportada por pasajeros en un barco desde el Báltico. También apareció en Gateshead y Newcastle. En Londres, la enfermedad se cobró 6536 víctimas; en París, 20 000 personas murieron (de una población de 650 000 habitantes), con unas 100 000 muertes en toda Francia. En 1832, la epidemia llegó a Quebec, Ontario y Nueva Escocia, Canadá; y Detroit y Nueva York en los Estados Unidos. Llegó a la costa del Pacífico de América del Norte entre 1832 y 1834. La pandemia motivó la aprobación de la histórica Ley de Salud Pública y la Ley de Remoción de Molestias en 1848 en Inglaterra.
A mediados de 1832, 57 inmigrantes irlandeses murieron que habían estado colocando un tramo de ferrocarril llamado Duffy's Cut, 30 millas al oeste de Filadelfia. Todos habían contraído cólera.

## Causas
Durante la segunda pandemia, la comunidad científica varió en sus creencias sobre las causas del cólera. En Francia, los médicos creían que el cólera estaba asociado con la pobreza de ciertas comunidades o el mal ambiente. Los rusos creían que la enfermedad era contagiosa, aunque los médicos no entendían cómo se propagaba. Los Estados Unidos creían que el cólera era traído por inmigrantes recientes, específicamente los irlandeses, y los epidemiólogos entienden que llevaban enfermedades de los puertos británicos. Por último, los británicos pensaron que la enfermedad podría salir de la intervención divina.

## Legado
El poeta noruego Henrik Wergeland escribió una obra de teatro inspirada en la pandemia, que había llegado a Noruega. En El cólera indio (Den indiske Cholera, 1835), puso su obra en la India colonial, criticando la pobre respuesta a la pandemia por parte de las autoridades.
Como resultado de la epidemia, la comunidad médica desarrolló un gran avance, el goteo salino intravenoso. Fue desarrollado a partir del trabajo del Dr. Thomas Latta de Leith, cerca de Edimburgo. Latta estableció a partir de estudios de sangre que un goteo salino mejoró en gran medida el estado de los pacientes y salvó muchas vidas al prevenir la deshidratación, pero fue uno de los muchos miembros del personal médico que murió en la epidemia.[cita requerida]